# Jesús, señor del sábado

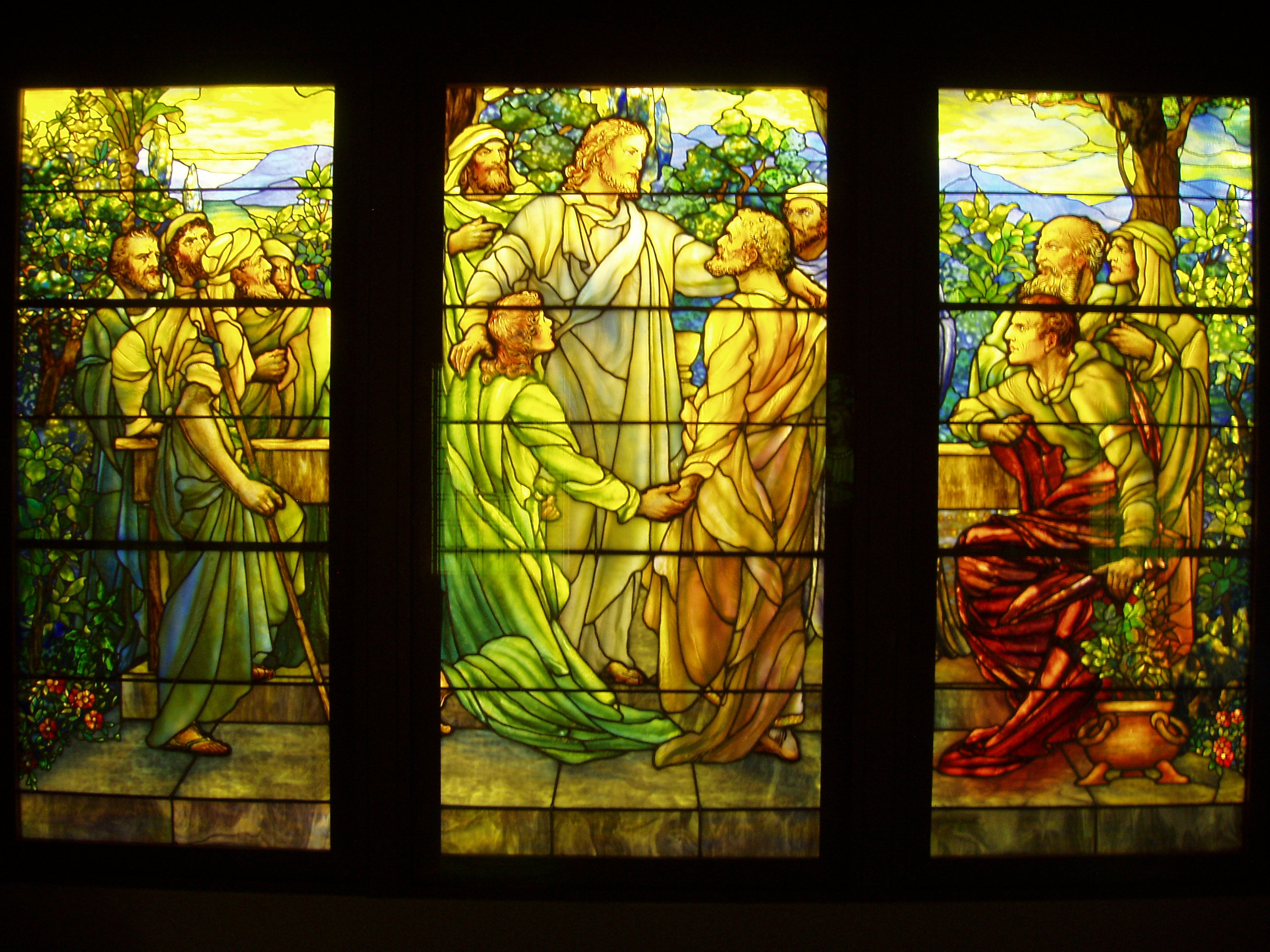
Cristo y sus Apóstoles, Tiffany vidriera, 1890

El Jesús, señor del sábado es una expresión que describe a Jesús y que aparece en los tres Evangelios sinópticos: Mateo 12:1-8, Marcos 2:23-28 y Lucas 6:1-5.  Cada una de estas secciones relata un encuentro entre Jesús, sus Apóstoles y los fariseos, la primera de las cuatro «controversias del sábado».
Según el Evangelio de Marcos:

23Un sábado iba Jesús por los sembrados, y mientras caminaban sus discípulos, se pusieron a recoger unas espigas. 24Los fariseos le dijeron: «Mira, ¿por qué hacen lo que es ilícito en sábado?».
25Él les contestó: «¿Nunca han leído lo que hizo David cuando él y sus compañeros tuvieron hambre y necesidad? 26En los días del sumo sacerdote Abiatar, entró en la casa de Dios y comió el pan consagrado, que sólo es lícito comer a los sacerdotes. Y también dio un poco a sus compañeros».
27Entonces les dijo: «El sábado fue hecho para el hombre, no el hombre para el sábado. 28Así que el Hijo del Hombre es Señor hasta del sábado."Marco 2:23-28, NVI

## Comentarios
Algunas versiones del Evangelio de Lucas proporcionan una fecha específica para el incidente: el segundo sábado después del primero (probablemente se refieran a los sábados contados a partir de Fiesta de las Primicias de acuerdo con Levítico 23).
El Evangelio de Mateo sólo proporciona un ejemplo adicional para justificar el trabajo en sábado como «un segundo ejemplo, si el primero no os convence»:«¿O no habéis leído en la Ley que los sacerdotes que están de servicio en el templo profanan el sábado y, sin embargo, son inocentes?».
El teólogo luterano Johann Albrecht Bengel sugirió que este diálogo podría haber tenido lugar en la época del año en que las regulaciones sobre los sacrificios en el templo del Libro del Levítico se leían durante los servicios del sábado; sin embargo, el «Pulpit Commentary» cuestiona esto haciendo referencia a una «doble incertidumbre: en primer lugar, qué época del año era realmente; y en segundo lugar, ¿cuál es la antigüedad de la costumbre actual de leer toda la Ley cada año?».
Mateo hace dos afirmaciones con respecto a la visión de Jesús de su papel: es Señor [incluso] del sábado y también es «uno más grande que el Templo».  Hay diferentes interpretaciones de la referencia a la declaración Hijo del hombre en Mateo 12:1-8 de que «el Hijo del hombre es Señor del sábado». Puede significar que Jesús afirma ser el Señor o que sus Apóstoles tienen derecho a hacer lo que quieran en sábado.
1 Samuel 21:1-6 dice que el incidente referido por Jesús ocurrió cuando Ajimelec era el sumo sacerdote, no Abiatar, como está escrito en Marcos. Versículos bíblicos diferentes etiquetan a uno u otro de estos sacerdotes como el padre del otro.
Jesús, al interpretar la Ley con autoridad divina, se encontró con la resistencia de algunos fariseos que no aceptaban su enseñanza a pesar de los milagros que la respaldaban, especialmente sobre el sábado. Originalmente, Dios estableció este día para que el pueblo judío se abstuviera de trabajar y pudiera dedicarse a honrarlo. Con el tiempo, la norma se complicó y en la época de Jesús había 39 tipos de trabajos prohibidos. Jesús enseñaba que servir a Dios o al prójimo no violaba el descanso sabático. Argumentó contra los fariseos usando cuatro ejemplos: David, los sacerdotes, la misericordia divina y su autoridad sobre el sábado. Citó a Oseas, sugiriendo que entender lo esencial era más importante que los sacrificios. En el caso del hombre de la mano seca, el evangelio demuestra que los fariseos carecían de misericordia, lo que les impedía reconocer quién era Jesús. La misericordia es clave para comprender mejor a Dios y sus obras.

Reconoce, oh cristiano, la altísima dignidad de esta tu sabiduría, y entiende bien cuál ha de ser tu conducta y cuáles los premios que se te prometen. La misericordia quiere que seas misericordioso, la justicia desea que seas justo, pues el Creador quiere verse reflejado en su criatura, y Dios quiere ver reproducida su imagen en el espejo del corazón humano, mediante la imitación que tú realizas de las obras divinas. No quedará frustrada la fe de los que así obran, tus deseos llegarán a ser realidad, y gozarás eternamente de aquello que es el objeto de tu amor. León Magno, circa 440.

El precepto de respetar el descanso sabático no puede ser superior al de las necesidades de subsistencia. El Concilio Vaticano II se inspira en este pasaje para poner de manifiesto el valor de la persona humana por lo que dijolo siguiente:

La ordenación de las cosas debe someterse al orden personal y no al contrario. 

Jesús se presenta como "señor del sábado", sugiriendo su divinidad al estar este día establecido por Dios. Los panes de la proposición, que eran colocados cada semana en el santuario en honor a las doce tribus de Israel, estaban destinados a los sacerdotes. Abiatar permitió su uso basado en una práctica donde leyes menores cedían ante preceptos mayores. Jesús devuelve al sábado su valor espiritual, no solo como un cumplimiento legal, sino como un día dedicado a Dios, adaptado a la naturaleza humana para descansar y honrar al Todopoderoso. La Iglesia, desde los apóstoles, trasladó esta observancia al domingo para celebrar la Resurrección de Jesús. El término Hijo del Hombre, utilizado por Jesús para describirse a sí mismo, aparece en el Antiguo Testamento como referencia al Mesías con dominio sobre todas las naciones y también como sinónimo de "hombre". Jesús lo usa frecuentemente para evitar las connotaciones nacionalistas de otros títulos mesiánicos.